# Малтанинский наслег
Малтанинский наслег — сельское поселение в Горный улус Якутии Российской Федерации.
Административный центр — село Кептин.

## История
Статус и границы сельского поселения установлены Законом Республики Саха (Якутия) от 30 ноября 2004 года N 173-З N 353-III «Об установлении границ и о наделении статусом городского и сельского поселений муниципальных образований Республики Саха (Якутия)».

## Население
| 2002 | 2010 | 2011 | 2012 | 2013 | 2014 | 2015 |
| ---- | ---- | ---- | ---- | ---- | ---- | ---- |
| 698  | ↘671 | ↗672 | ↘665 | ↘662 | ↘651 | ↗656 |
| 2016 | 2017 | 2018 | 2019 | 2020 | 2021 |      |
| ↘652 | ↘643 | ↗644 | ↘640 | ↗647 | ↗650 |      |

## Состав сельского поселения
| № | Населённый пункт | Тип населённого пункта       | Население |
| - | ---------------- | ---------------------------- | --------- |
| 1 | Кептин           | село, административный центр | ↘612      |
| 2 | Тонгулах         | посёлок                      | ↗15       |
| 3 | Тысагаччы        | посёлок                      | ↘0        |